# あずみ椋

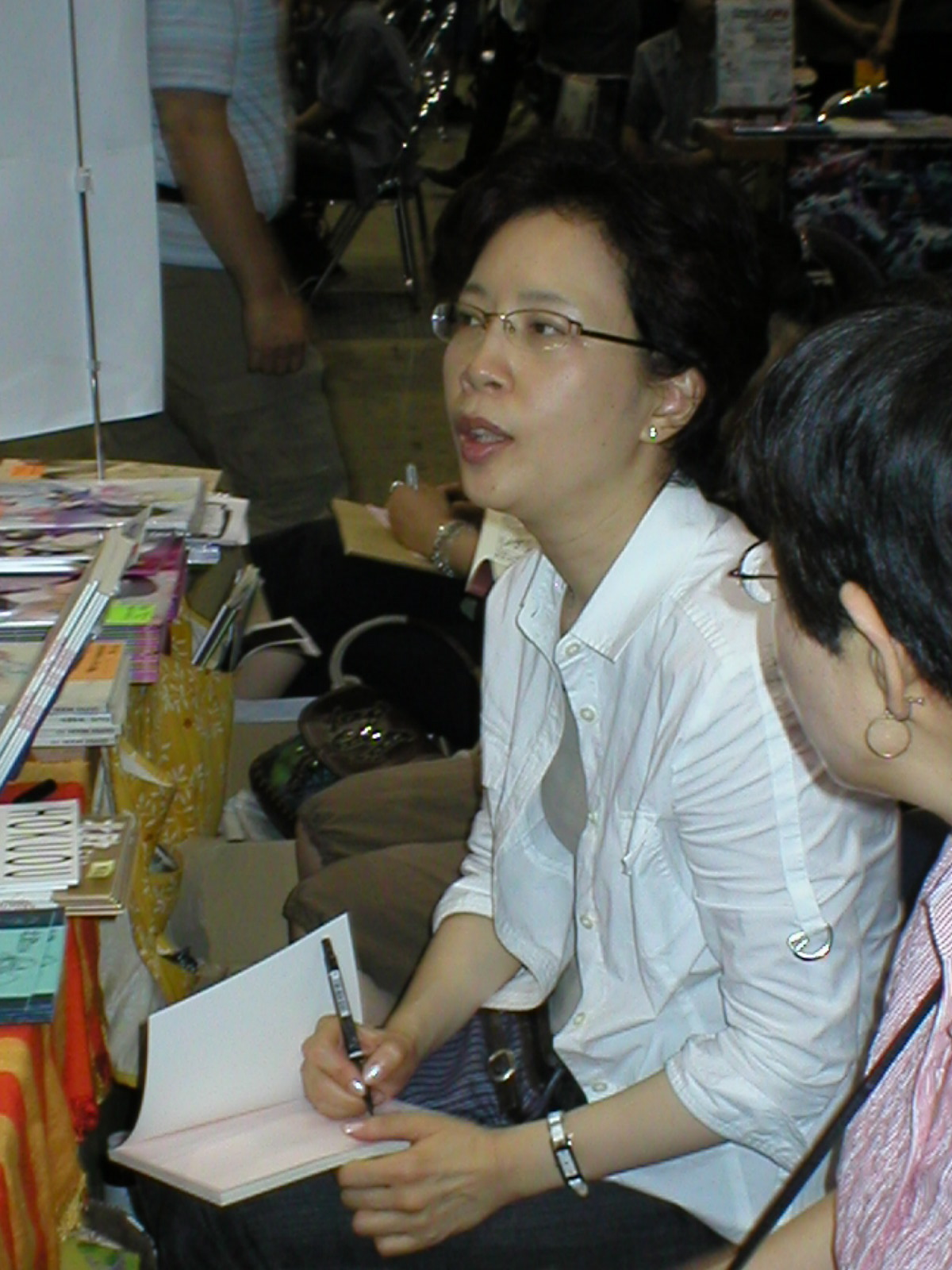
あずみ椋

あずみ 椋（あずみ りょう）は、東京都新宿区出身の漫画家。

## 概要
いつの間にか漫画にはまり、高校生から本格的に漫画を書き始める。同人活動をして、漫画サークル「作画グループ」に加入した。1981年に最初の作品を発表、1982年にプロとしてデビュー。プロとしてデビューする前に、投稿作が掲載していたりしたため、どれがデビュー作なのかはわからない。1980年代初期は雑誌『Wings』や他雑誌へ継続的に作品を掲載している。その作品は北欧神話・中世アイスランド文学（サガ）・ゲルマンの伝説を素材としたものが多い。
代表作『緋色い剣』（あかいつるぎ）は1986年に冒頭部が発表された後、全10巻、合計1,675ページからなる分量で1993年に完結した。『緋色い剣』では、10世紀の北欧を舞台に、作者によって創案された、死すべき人間である主人公とラグナロクの運命と戦う北欧神話の神々について物語られる。当時の北欧の人々がキリスト教へ改宗していくことによってもたらされた社会的な変化のような、現実の歴史上のテーマを機能させつつ、中世北欧の伝説の中に自然に自身の物語を位置させることを試みている。他の作品の多くも、類似した主題を扱っている。
代表作としては他に、ワーグナーの楽劇を忠実にコミカライズした『ニーベルングの指環』がある。
最近は、集英社の学習漫画シリーズ『世界の歴史』の第13巻「産業革命と自由主義」を担当した。

## 主な作品
- 銀河を継ぐ者（作画グループ合作）（1981年）
- ベレヌスのロビン -炎の伝説-（作画グループ合作）（1982年）
- 銀河活動大写真異聞（作画グループ合作）（1983年）
- 光輝く迷宮（1984年）
- ベレヌスのロビン -炎の戦士-（作画グループ合作）（1984年）
- ディース…!（1987年）
- ニーベルングの指環（1989年）ワーグナーの「Der Ring des Nibelungen」に基づいて描かれた、全4巻のシリーズ物。
- パイラザーダ（1985年）
- ミステリオン（1995年） - 全5巻のシリーズ物。
- 神の槍（1996年）
- にぎやかな晩餐（1997年）
- 楽園は眠らない（1998年）
- 緋色い剣（あかいつるぎ）（1993年）
- 北欧伝説（1987年・1993年）
- 戦士の宴（1983年）
- 月光は銀の矢のごとく（1987年）
- 天涯宮殿（1988年）
- 獅子の如く（2001年） - 『トリュッグヴィの息子オーラーヴル王のサガ』の翻案[1]。全5巻のシリーズ物。
- 黒の天秤（2002年）
- 世界の歴史(13)「産業革命と自由主義：富国強兵のせめぎあい」（2002年）
- 『みんなの聖書 マンガシリーズ』『聖書新共同訳』準拠）
  - 旧約聖書I 創世（ジェネシス） - 光を受けし者たち - （2008年）
  - 旧約聖書II 王国（キングダム） - 国を建てし者たち - （2009年）
  - 旧約聖書III 預言者（プロフェッツ） - 希望を告げし者たち - （2010年）
  - 新約聖書III　黙示録（レヴェレイション）～心開かれし者の記～（2020年）
- 天使の歌は聞こえない（光文社の女性週刊誌「女性自身」2011年8月16日号より連載）
- 神の槍シリーズ（2004年 - ）自主制作本（同人誌）として刊行中。（著者本人のホームページにて通販が可能）

## 備考
- 現在は、東京都国立市に住んでいる。[注釈 1]
- 「あずみ椋」と言うペンネームは、よく「あづみ」「涼」に間違えられるらしい。
- 同じ作画グループの志水圭と「K&AZ」というユニットを組んで東京圏を中心に同人誌イベントにも参加していた。2009年に志水が病死後、現在は「K&AZ」という名称のまま個人で参加している。